# Joel Burgueño
Joel Burgueño, vollständiger Name Joel Orozmán Burgueño Marcant, (* 15. Februar 1988 in Montevideo) ist ein uruguayischer ehemaliger Fußballspieler.

## Karriere
Der 1,69 Meter große Offensivakteur Burgueño gehörte zu Beginn seiner Karriere ab der Apertura 2007 dem Profikader des Club Sportivo Cerrito in der Segunda División an. Nach dem Erstligaaufstieg bestritt in der Saison 2009/10 bei den Montevideanern sechs Partien in der Primera División und erzielte einen Treffer. Auch in der Erstligaspielzeit 2011/12 sind 22 Ligaeinsätze und drei Tore für ihn verzeichnet. Im Juli 2012 schloss er sich dem Erstligisten Cerro Largo FC an. Nach neun Erstligaspielen mit seiner Beteiligung (zwei Tore) und einem Einsatz (kein Tor) in der Copa Sudamericana wechselte er in der zweiten Januarhälfte 2013 zum Rocha FC. Bei den Osturuguayern lief er zwölfmal (drei Tore) in der Liga auf. Anfang September 2013 trat er ein Engagement beim Zweitligisten Villa Teresa an. Es folgte eine für ihn persönlich sehr erfolgreiche Zweitligasaison 2013/14, in der er bei 25 Einsätzen elfmal ins gegnerische Tor traf. Seit der Apertura 2014 steht er nunmehr in Reihen des Erstligisten El Tanque Sisley. In der Saison 2014/15 wurde er 28-mal in der höchsten uruguayischen Spielklasse eingesetzt und erzielte 16 Tore. Am 23. Juli 2015 wurde er beim von Éver Almeida trainierten paraguayischen Verein Club Libertad als Neuzugang vorgestellt. Nach fünf Ligaeinsätzen und drei absolvierten Partien in der Copa Sudamericana 2015 – jeweils ohne persönlichen Torerfolg – wechselte er zum Jahreswechsel 2015/2016 zum uruguayischen Erstligisten Club Atlético Rentistas. Für die Montevideaner kam er in der Clausura 2016 in zwölf Erstligaspielen zum Einsatz und erzielte fünf Treffer. Anfang August 2016 schloss er sich dem chilenischen Klub CD Antofagasta an, bei dem er in vier Erstligabegegnungen (kein Tor) auflief. Anfang Januar 2017 verpflichtete ihn der Racing Club de Montevideo. In der Saison 2017 wurde er dort 21-mal (vier Tore) in der Primera División eingesetzt. Mitte August 2017 wechselte er zu El Tanque Sisley.